# Ильинский район (Ярославская область)
Ильинский район — административно-территориальная единица в составе Ярославской области, существовавшая в 1944—1959 годах. Центр — село Ильинское.
Ильинский район был образован 18 декабря 1944 года в составе Ярославской области из частей Борисоглебского, Нагорьевского и Угличского районов.
В состав района вошли сельсоветы: Больше-Шабровский, Будьковский, Василевский, Воскресенский, Высоковский, Губачевский, Заозерский, Ивановский, Ильинский, Каблуковский, Коровайцевский, Подберезовский, Путчинский, Скоковский и Яшкуровский.
В 1954 году Будьковский, Коровайцевский и Путчинский с/с были объединены в Губинский с/с, Больше-Шабровский и Подберезовский — в Черницкий с/с, Скоковский и Ильинский — в Судиловский; Каблуковский с/с присоединён к Василевскому, Губачевский — к Воскресенскому, Ивановский — к Заозерскому, Яшкуровский — к Высоковскому.
6 марта 1959 года Ильинский район был упразднён, а его территория разделена между Борисоглебским, Нагорьевским и Угличским районами.